# Volcán de Tinamar
Die Volcán de Tinamar ist eine Ro-Pax-Fähre der spanischen Reederei Armas Trasmediterránea. Sie wird im Fährverkehr zwischen den Kanarischen Inseln eingesetzt.

## Geschichte
Das Schiff wurde unter der Baunummer 1667 auf der Werft Hijos de J. Barreras in Vigo für die Reederei Naviera Armas gebaut. Die Kiellegung fand am 30. September 2009, der Stapellauf am 21. Januar 2010 statt. Die Ablieferung erfolgte am 7. Juni 2011. Die Baukosten beliefen sich auf 120 Mio. Euro. Die Innenausstattung der Fähre stammte von Oliver Design. Die Volcán de Tinamar ist das Schwesterschiff der ebenfalls für Armas Trasmediterránea gebauten und im Januar 2011 abgelieferten Volcán del Teide, die größten bis dahin auf der Werft gebauten Schiffe. Die Volcán de Tinamar wird im Fährverkehr zwischen den Kanarischen Inseln sowie einmal in der der Woche von/nach Cádiz eingesetzt.

## Technische Daten und Ausstattung
Das Schiff wird von vier Viertakt-Siebenzylinder-Dieselmotoren des Motorenherstellers MAN mit jeweils 8400 kW Leistung angetrieben. Die Motoren wirken über Untersetzungsgetriebe auf zwei Verstellpropeller. Das Schiff ist mit zwei mit jeweils 1100 kW Leistung angetriebenen Bugstrahlrudern mit Verstellpropellern ausgestattet.
Für die Stromerzeugung stehen zwei von Dieselmotoren mit jeweils 1100 kW Leistung angetriebene Generatoren zur Verfügung. Weiterhin wurde ein von einem Dieselmotor mit 450 kW Leistung angetriebener Notgenerator verbaut.
Die Fähre verfügt über drei feste und ein höhenverstellbares Fahrzeugdeck. Die festen Fahrzeugdecks befinden sich auf Deck 1, Deck 3 und Deck 5, das höhenverstellbare Fahrzeugdeck ist unter Deck 7 eingehängt. Das Fahrzeugdeck auf Deck 3 (Hauptdeck) ist über zwei Heckrampen zugänglich. Die Rampen sind jeweils 16 m lang und 8 m breit. Deck 1 und Deck 5 sind jeweils über Rampen von Deck 3 aus zugänglich. Die nutzbare Höhe auf Deck 3 beträgt 4,5 m.
Die Einrichtungen für die Passagiere sind auf den Decks 7 bis 9 untergebracht. Für die Passagiere stehen 118 Vierbett- und 6 Zweibettkabinen zur Verfügung. Die Passagierskabinen befinden sich auf den Decks 7 und 8 jeweils im vorderen Bereich. Auf beiden Decks sind auch Bereiche mit Ruhesesseln eingerichtet. Weiterhin stehen den Passagieren unter anderem Restaurants, Einkaufsmöglichkeiten und ein Kinderspielbereich sowie offene Decksbereiche mit Sitzgelegenheiten und Pools zur Verfügung.
Die Einrichtungen für die Schiffsbesatzung befinden sich im vorderen Bereich auf Deck 9 und auf Deck 10. Auf Deck 10 befindet sich auch die über die gesamte Breite geschlossene Brücke des Schiffes. Zur besseren Übersicht beim An- und Ablegen und beim Navigieren in engen Fahrwassern gehen die Nocken etwas über die Schiffsbreite hinaus.